# Sân bay Paris-Orly
Sân bay Paris-Orly (tiếng Pháp: Aéroport de Paris-Orly, IATA: ORY, ICAO: LFPO) là một sân bay tọa lạc tại Orly và một phần tại Villeneuve-le-Roi, Nam của Paris, Pháp. Sân bay này phục vụ các chuyến bay đến các thành phố của châu Âu, Trung Đông, châu Phi và Caribe. Trước khi xây dựng Sân bay quốc tế Charles de Gaulle, Orly là sân bay chính của Paris. Sân bay có diện tích 15,3 km² đất, nằm trên hai tỉnh và bảy xã:
- Tỉnh Essonne (61.7%) gồm các xã Paray-Vieille-Poste (27.4%) (Nhà ga Tây và 1/2 của nhà ga Nam), Wissous (15.5%), Athis-Mons (13.6%), Chilly-Mazarin (2.8%), và Morangis (2.4%)
- Tỉnh Val-de-Marne (38.3%) gồm các xã Villeneuve-le-Roi (22.5%) và Orly (15.8%) (1/2 của nhà ga Nam)

Tuy nhiên, sự quản lý sân bay này chỉ nằm dưới quyền của Aéroports de Paris, cơ quan đồng thời cũng quản lý Sân bay quốc tế Charles de Gaulle, Sân bay Le Bourget, và nhiều sân bay nhỏ khác ở ngoại ô Paris. Sân bay Orly có 2 nhà ga (Tây và Nam) được nối với thủ đô Paris bằng các đường cao tốc, các xe bus của Air France, xe buýt của RATP (gọi là OrlyBus) và dịch vụ metro tự động Orlyval (nối với RER B tại nhà ga Antony). Một đường xe điện (tram) cũng đang được xúc tiến xây dựng.

## Các hãng hàng không và điểm đến

### Nhà ga phía Nam
- Aerocondor (Agen)
- Aigle Azur (Algiers, Annaba, Batna, Biskra, Constantine, Djerba, Lisbon, Marrakech, Oran, Porto, Setif, Tlemcen)
- Airlinair (Aurillac, Béziers, Brive La Gaillarde, Castres-Mazamet)
- Air Algérie (Algiers, Annaba, Batna, Constantine, Oran, Setif)
- Air Burkina (Ouagadougou)
- Air Caraibes (Fort de France, Pointe-a-Pitre, Venice(charter))
- Air Comores International (Moroni)
- Air Europa (Alicante, Barcelona, Madrid, Palma de Mallorca, Sevilla)
- Air Ivoire (Abidjan)
- Air Malta (Malta)
- Air Mauritanie (Nouakchott)
- Air Sénégal International (Cap Skirring, Dakar, Saint-Louis)
- Compagnie Aérienne du Mali (Bamako)
- Corsairfly (Antananarivo, Cairo, Cancún, Casablanca, Djerba, Fort-de-France, Halifax (từ 25.06.08), La Habana, Heraklion, Keflavík, Malta, Marrakech, Mauritius, Moncton, Montréal, Nosy Be, Oran, Palma de Mallorca, Puerto Plata, Pointe-à-Pitre, Punta Cana, Québec City (từ 07.06.08), Reykjavík, St. Denis-Réunion, Samana, St. Maarten)
- Cubana de Aviación (La Habana, Santiago de Cuba)
- EasyJet (Athens, Barcelona, Berlin-Schönefeld, Madrid, Milan-Linate, Naples, Nice, Pisa, Rome-Ciampino, Toulouse)
  - operated by EasyJet Switzerland (Geneva)
- Iran Air (Tehran-Imam Khomeini)
- Jet4you (Agadir, Casablanca, Fez, Marrakech)
- Karthago Airlines (Djerba, Monastir, Tunis)
- L'Avion (Newark)
- MyAir (Venice)
- Norwegian Air Shuttle (Bergen, Oslo, Stavanger, Stockholm-Arlanda, Warsaw)
- Royal Air Maroc (Agadir, Casablanca, Essaouira, Fez, Marrakech, Oujda, Rabat)
  - Atlas Blue (Marrakech)
- Syrian Arab Airlines (Aleppo, Damascus)
- transavia.com (Agadir, Catania, Djerba, Essaouira, Fez, Girona, Granada, Heraklion, Hurghada, Kraków, Luxor, Monastir, Ouarzazate, Oujda, Palermo, Porto, Rotterdam, Tozeur)
- TUIfly (Hanover)
- Tunisair (Djerba, Monastir, Tunis)
- Turkish Airlines (Istanbul-Atatürk)
- Twin Jet (Cherbourg, Épinal, Jersey)

### Nhà ga phía Tây
- Air France (Ajaccio, Algiers, Annecy, Aurillac, Avignon, Basel/Mulhouse, Bastia, Biarritz, Bordeaux, Brest, Brive La Gaillarde, Calvi, Cayenne, Clermont Ferrand, Figari, Fort-de-France, Hassi Messaoud, Lannion, Limoges, Lorient, Lourdes-Tarbes, Lyon, Marrakech, Marseille, Montpellier, Nice, Pau, Perpignan, Pointe-à-Pitre, Quimper, Rennes, Rodez, St. Denis-Reunion, Strasbourg, Toulon, Toulouse)
  - Hãng Brit Air (Valladolid)
  - Hãng CityJet (London-City)
- CCM Airlines (Ajaccio, Bastia)
- Clickair (Seville, Valencia)
- Delta Air Lines (New York-JFK)
- Iberia (Barcelona, Madrid)
  - Air Nostrum (Oviedo, Palma de Mallorca, Valladolid)
- TAP Portugal (Faro, Funchal, Lisbon, Porto)
- Twin Jet (Cherbourg, Jersey)

## Lịch sử
Tên gọi đầu tiên là Sân bay Villeneuve-Orly, sân bay được mở cửa ở ngoại ô phía Nam Paris năm 1932 là dân bay thứ hai sau Le Bourget.

### Sử dụng quân sự

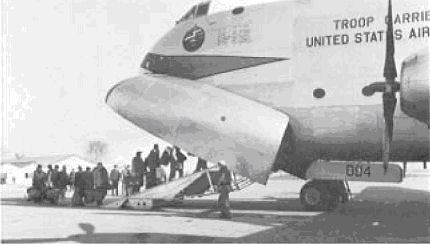
Các viên chức quân sự Pháp lên tàu bay C-124 Globemaster tại căn cứ Orly, Paris, chuẩn bị bay đi Đông Dương ngày 3/3/1954

Trong Chiến tranh thế giới thứ 2, sân bay Orly đã bị Luftwaffe của quân Đức chiếm đóng sử dụng và liên tục bị Không lực Hoàng gia và Không lực Hoa Kỳ dội bom và phá hủy các đường băng, các tòa nhà và các hangar.
Sau Trận Normandy, Orly được Không lực đệ cửu của USAAF sửa chữa vào tháng 7 và tháng 8 năm 1944 và được sử dụng như là căn cứ không quân chiến lược A-47. The 50th Fighter Group flew P-47 "Thunderbolts" until September from Orly then liaison squadrons used the airfield until October 1945.
Until March 1947 the American USAAF 1408th Army Air Force Base Unit was the primary operator at Orly Field, when control was returned to the French Government. Orly was reactivated as a commercial airport on 1 January 1948, however the United States Air Force's 1630th Air Base Squadron leased a small portion on the east side of the Airport as an air transport and cargo facility until 1967.
Sau Chiến tranh thế giới thứ 2, các cuộc đi lại ngoại gia và quân sự quốc tế đã chuyển từ tàu hỏa, tàu thủy qua máy bay, yêu cầu các nhà ga hàng không đặc biệt ở khu vực Paris cho các cuộc gặp NATO. Việc sử dụng ban đầu của sân bay Orly nhằm đáp ứng yêu cầu của các nhà lãnh đạo quân sự và chính trị đến Paris hoặc Đông-Nam để đến Fontainebleau, hoặc phía Tây đến Camp des Loges và Rocquencourt.
Năm 1954 USAF C-124 transports đã giúp người Pháp không vận 500 commando và thiết bị đến Đông Dương, hạ cánh tại Sân bay Đà Nẵng trong tháng 3. Đây đã là cuộc không vận dà nhất vận chuyển quân trong lịch sử vào thời đó. Sau đó, những người lính Pháp bị thương đã được chở về từ Sân bay Tân Sơn Nhất đến Orly sau Trận Điện Biên Phủ ngày 7 tháng 5 năm 1975.
By 1955 military flight operations from Orly were greatly reduced as the civil use of Orly was expanded. The United States Air Force's presence was reduced to supporting VIP transports and diplomatic flights, with most cargo and transport operations being shifted to Chateauroux-Deols Air Base about 125 km southwest of Paris.
Năm 1967 USAF chấm dứt các hoạt động tại sân bay Orly, chấm dứt sử dụng quân sự sân bay này.